# Партер (театр)

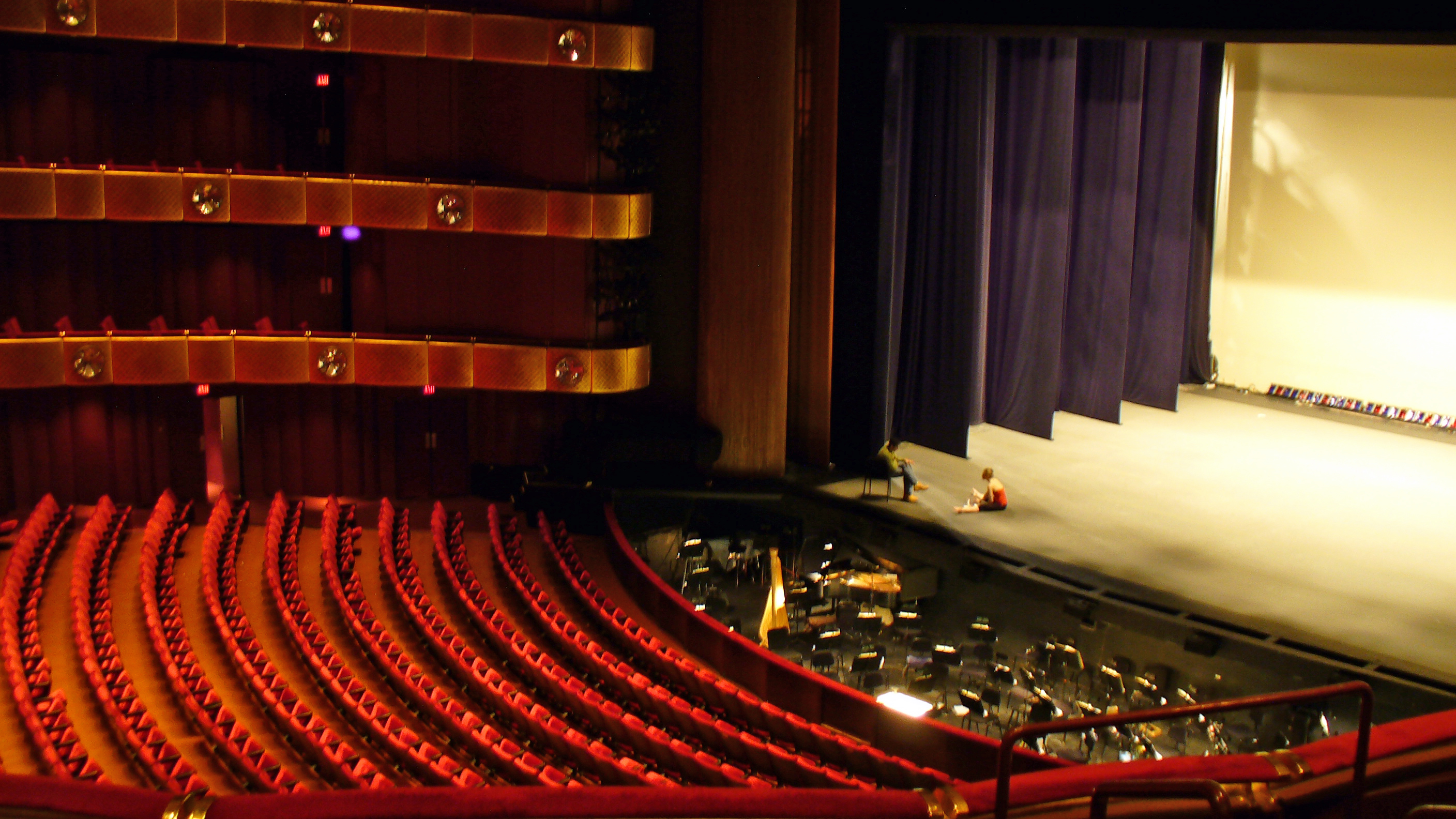
Вид на партер и оркестровую яму

Парте́р (фр. par terre «на земле») — нижний этаж зрительного зала в театре с местами для публики в пространстве от сцены или от оркестра до противоположной стены или до амфитеатра.
Родоначальником партера была скамья для сенаторов в театрах Древнего Рима. В XVII веке, после появления ярусного театрального здания, видоизменился и партер, приняв более современный вид. Партер предназначался для низшего сословия, поэтому долгое время не имел сидячих мест — зрителям партера приходилось смотреть спектакль стоя. Места для сидения в партере появились в начале XVII века в частных закрытых театрах Англии. Тогда сидячие места расставлялись по мере надобности. Стационарные ряды впервые были спроектированы архитектором Клодом Леду для театра в Безансоне.
В настоящее время места чаще всего располагаются рядами, которые повышаются от сцены к амфитеатру и параллельны краю сцены. Места разделены проходами для выхода из партера.